# A Certain Person
A Certain Person is een single van de Amerikaanse postpunkband Light Asylum. De single is afkomstig van de EP In Tension en werd in 2012 op doorzichtig 12" vinyl uitgebracht, in een gelimiteerde oplage van 300 exemplaren. Vanaf 2010 was het nummer al te beluisteren op In Tension. Het nummer komt ook voor op het gelijknamige debuutalbum van de band.
De videoclip voor de single werd gemaakt door Eden Batki en in 2011 uitgebracht. Hij volgde de band tijdens een tournee langs de Amerikaanse westkust, waarbij hij opnames maakte van de natuurlijke omgeving rond de stad Portland, van de band tijdens optredens, en van een verblijf in een resort in Santa Cruz.

## Tracklist
| Nr. | Titel                                     | Duur |
| --- | ----------------------------------------- | ---- |
| 1.  | A Certain Person - Original version       | 4:28 |
| 2.  | A Certain Person - Instrumental version   | 4:28 |
| 3.  | A Certain Person - Motherland's Radio Mix | 4:04 |
| 4.  | A Certain Person - Stereogamous Remix     | 6:21 |